# Chapa de Mota (ort)
Chapa de Mota är en ort i Mexiko, och administrativ huvudort i kommunen med samma namn i delstaten Mexiko, i den centrala delen av landet. Orten hade 914 invånare vid folkräkningen 2010, och är långt ifrån att vara kommunens största samhälle.